# Kia Picanto BA/SA
Kia Picanto BA/SA — первое поколение Kia Picanto. Было запущено в продажу весной 2004 года.
В Корее, Гонконге и Чили автомобиль продавался под названием Kia Morning. Базовой моделью для Kia Picanto BA/SA стала Hyundai Getz.
Автомобиль комплектовался бензиновыми двигателями внутреннего сгорания G4HE и G4HG с распределённым впрыском топлива. В Европе автомобиль оснащался дизельным двигателем внутреннего сгорания с прямым впрыском и турбонагнетателем с изменяемой геометрией.
Для того, чтобы увеличить свою привлекательность в Европе, Picanto был оснащён проигрывателем компакт-дисков с MP3, кондиционером, передними и задними электрическими запатентованными окнами, центральным замком с дистанционным управлением и электрическими зеркалами.
В 2007 и 2010 годах автомобиль прошёл рестайлинг.

## Галерея

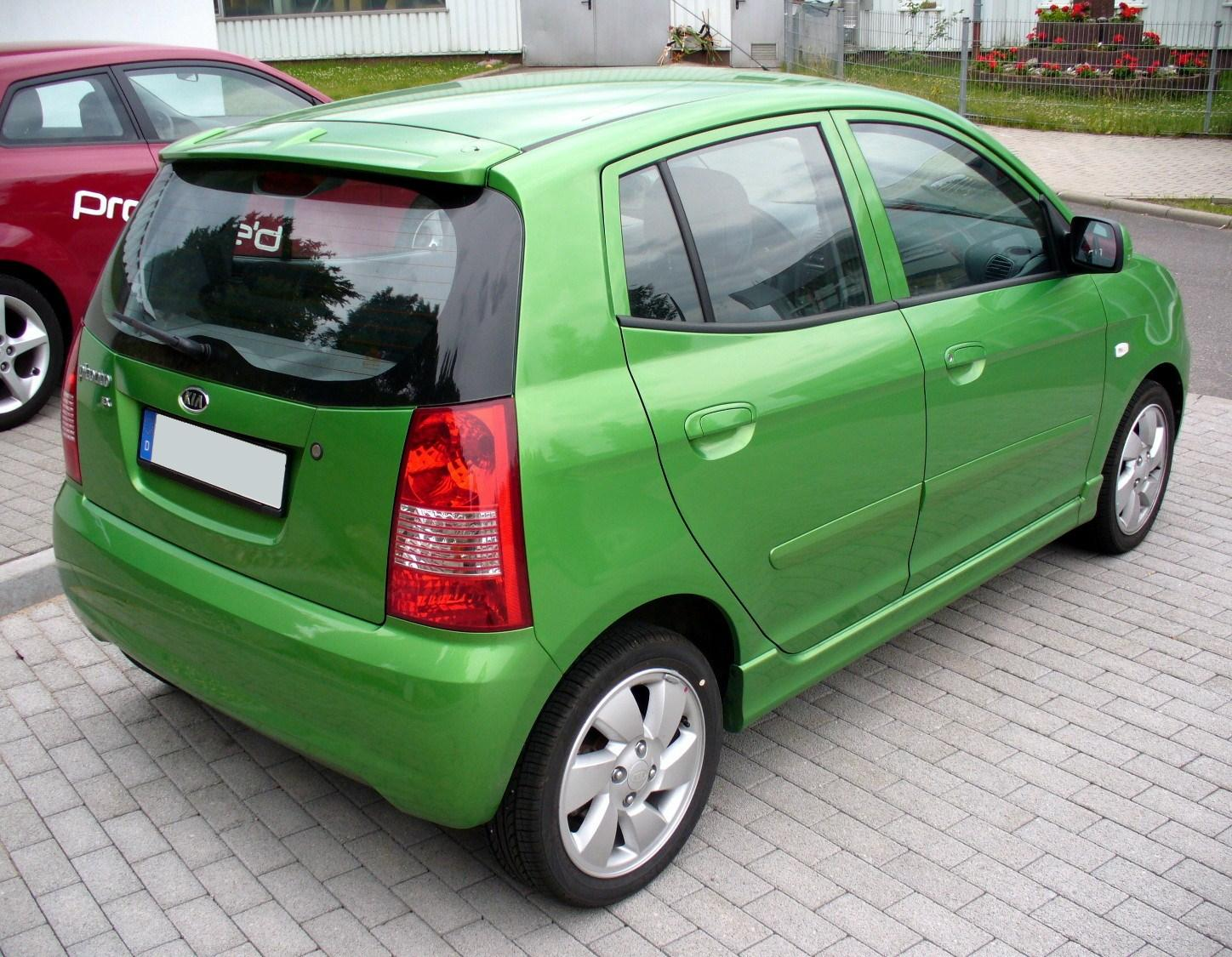
Kia Picanto EX
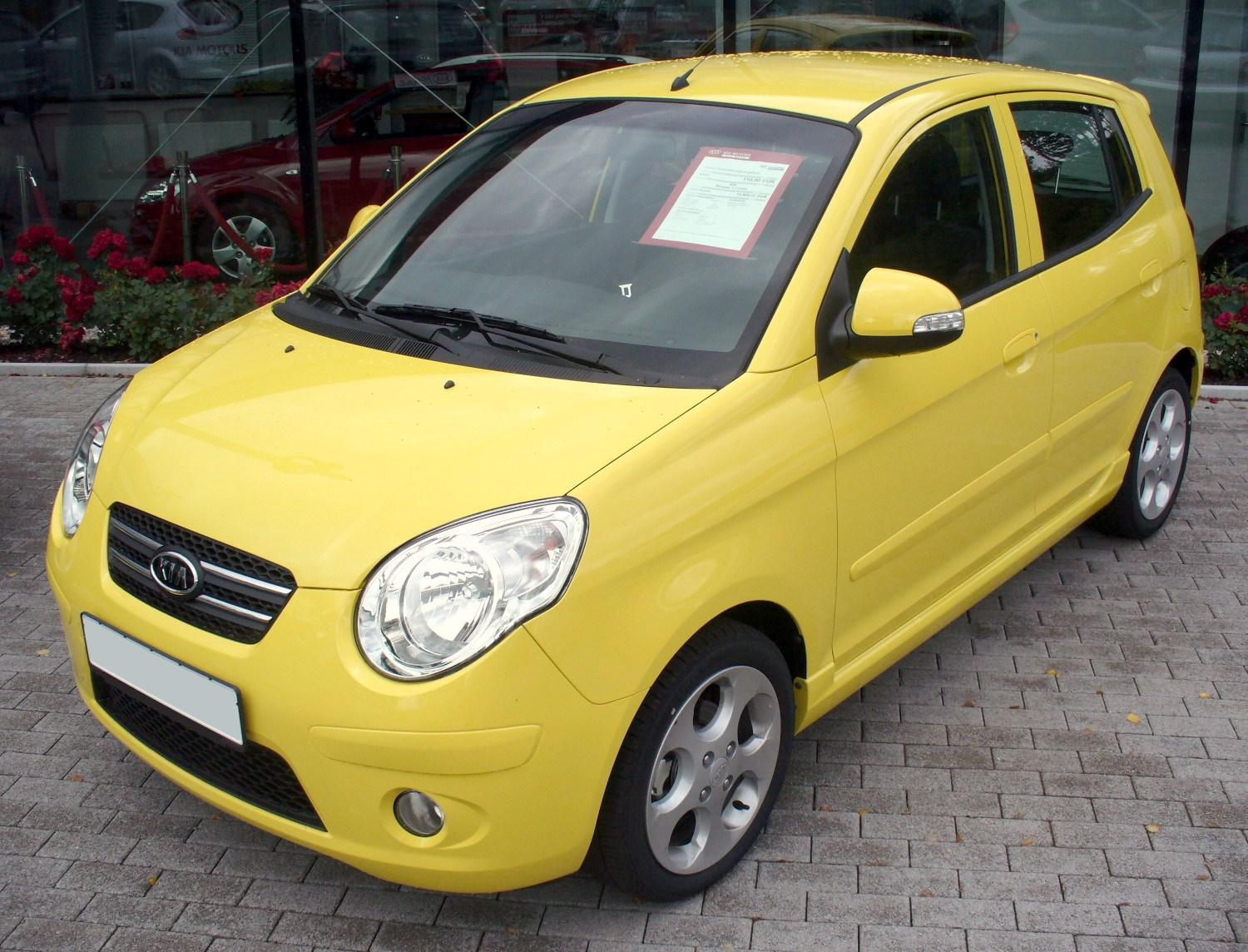
Kia Picanto (вид спереди)
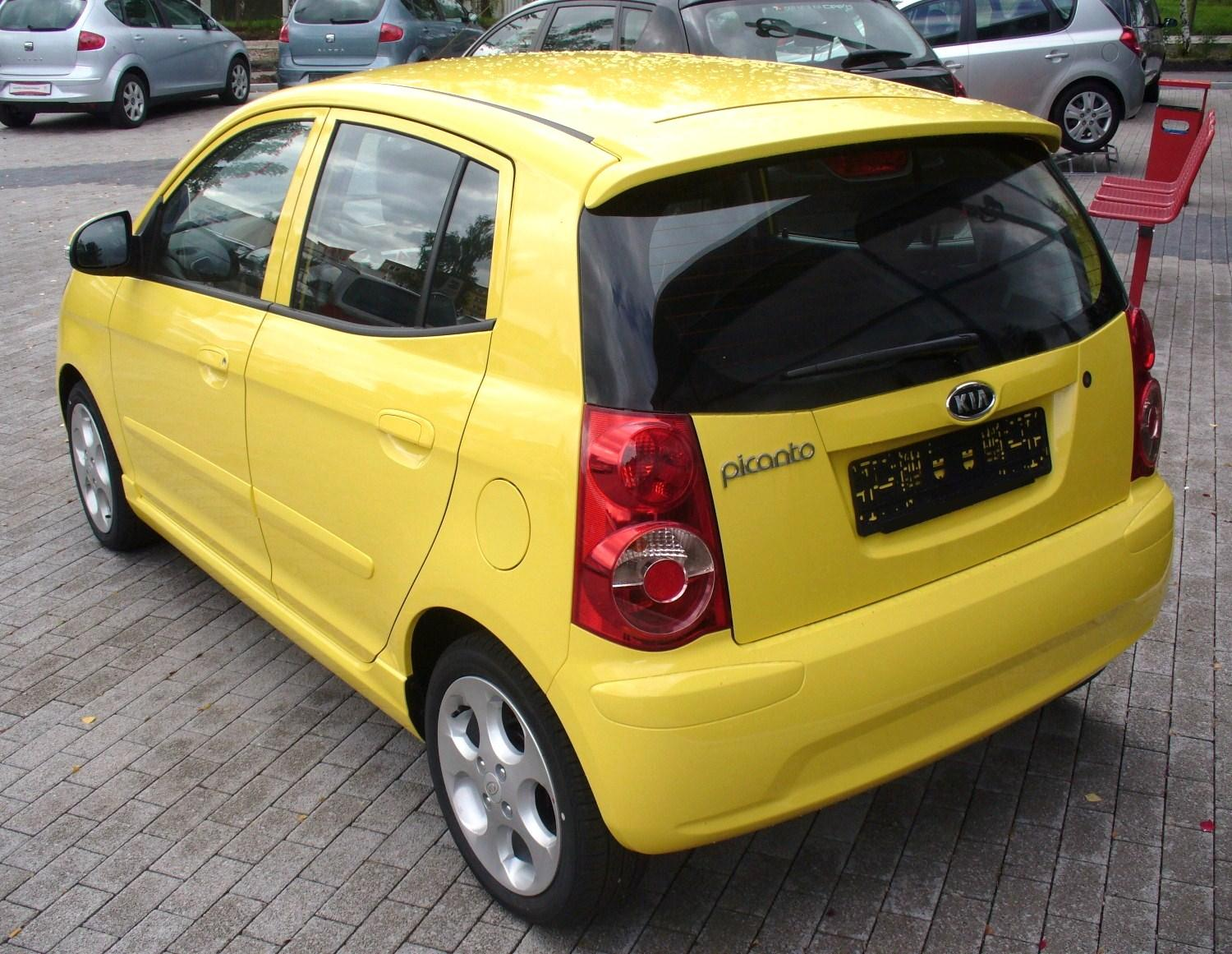
Kia Picanto (вид сзади)
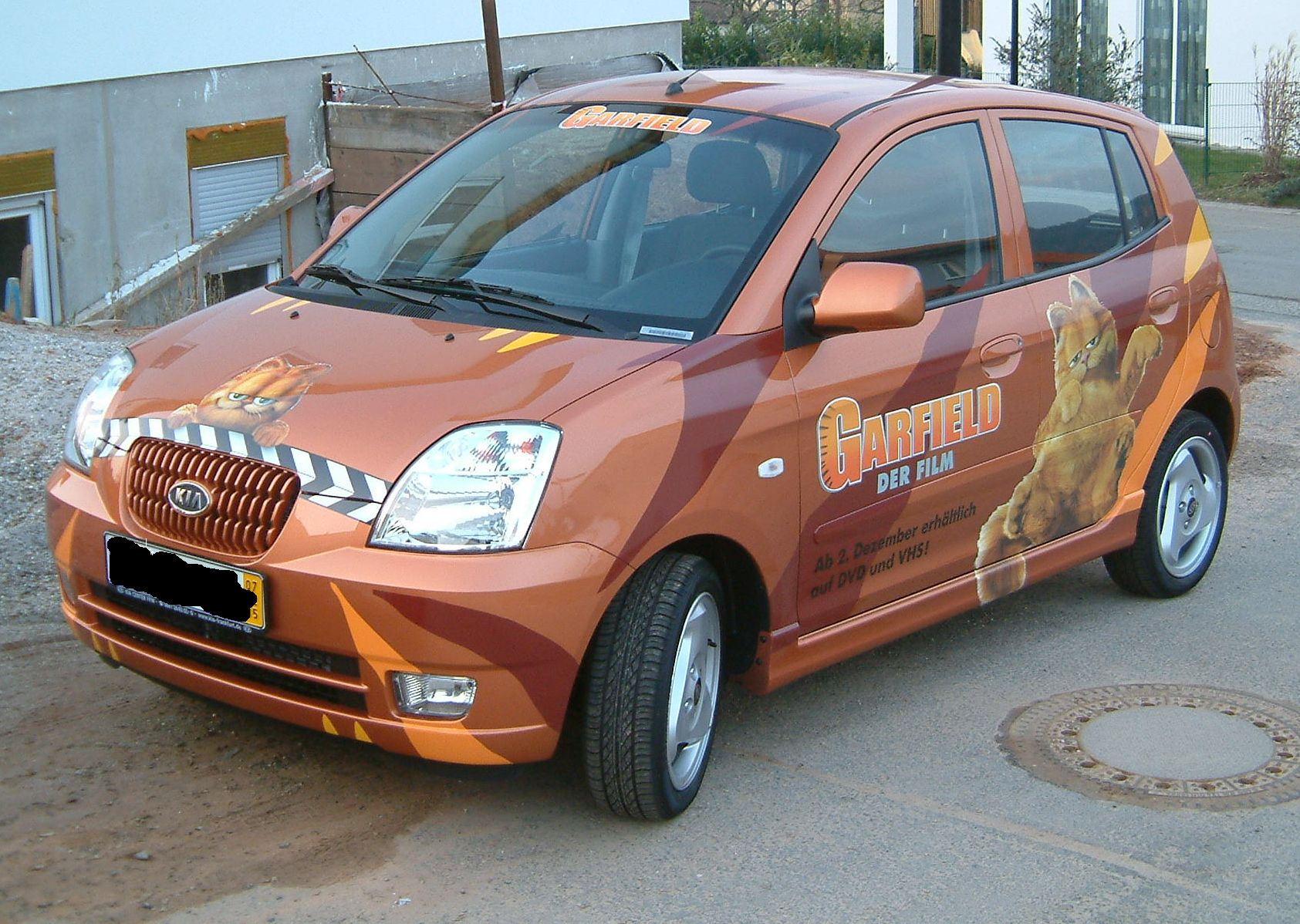
Kia Picanto Garfield
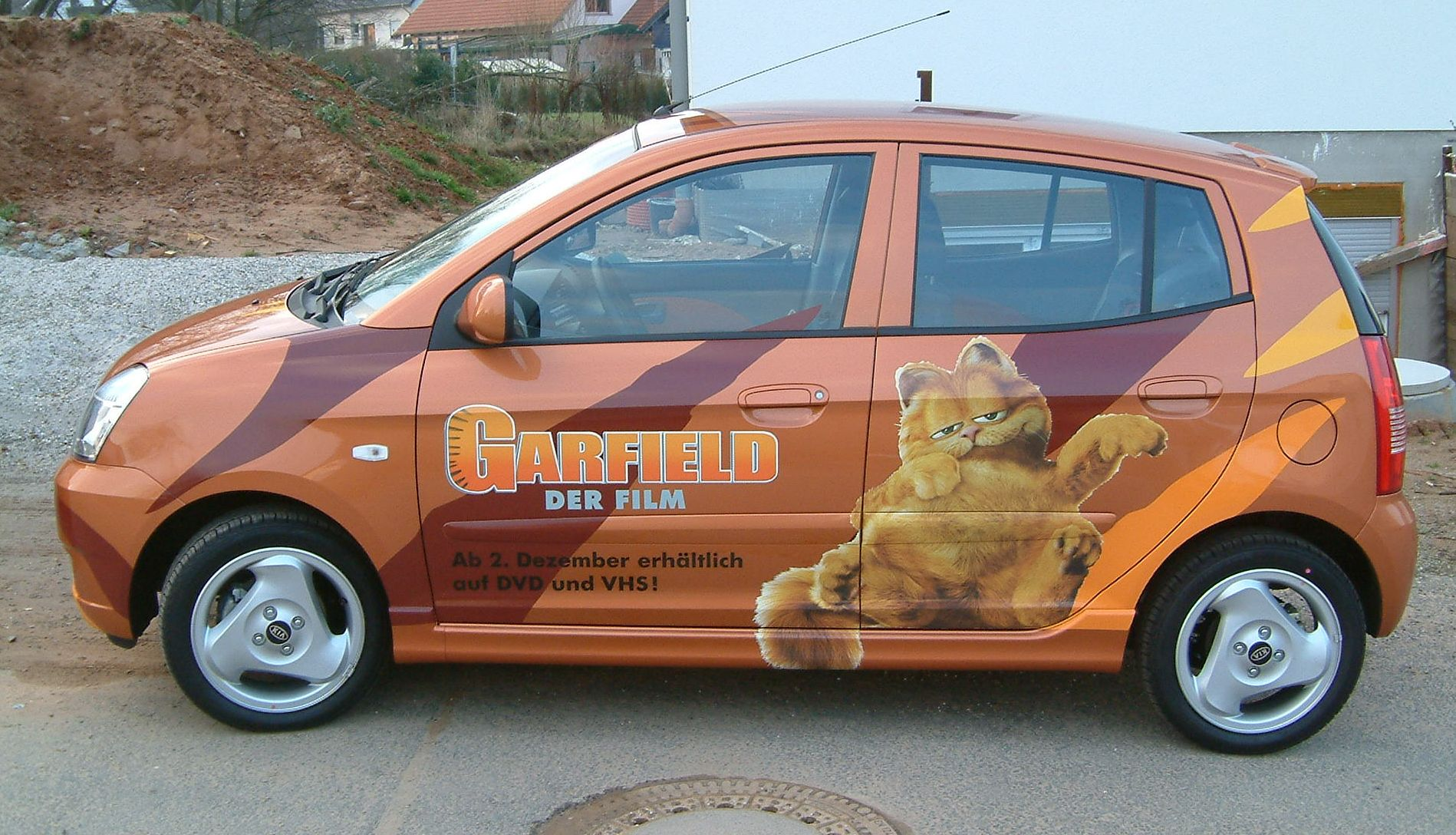
Kia Picanto Garfield
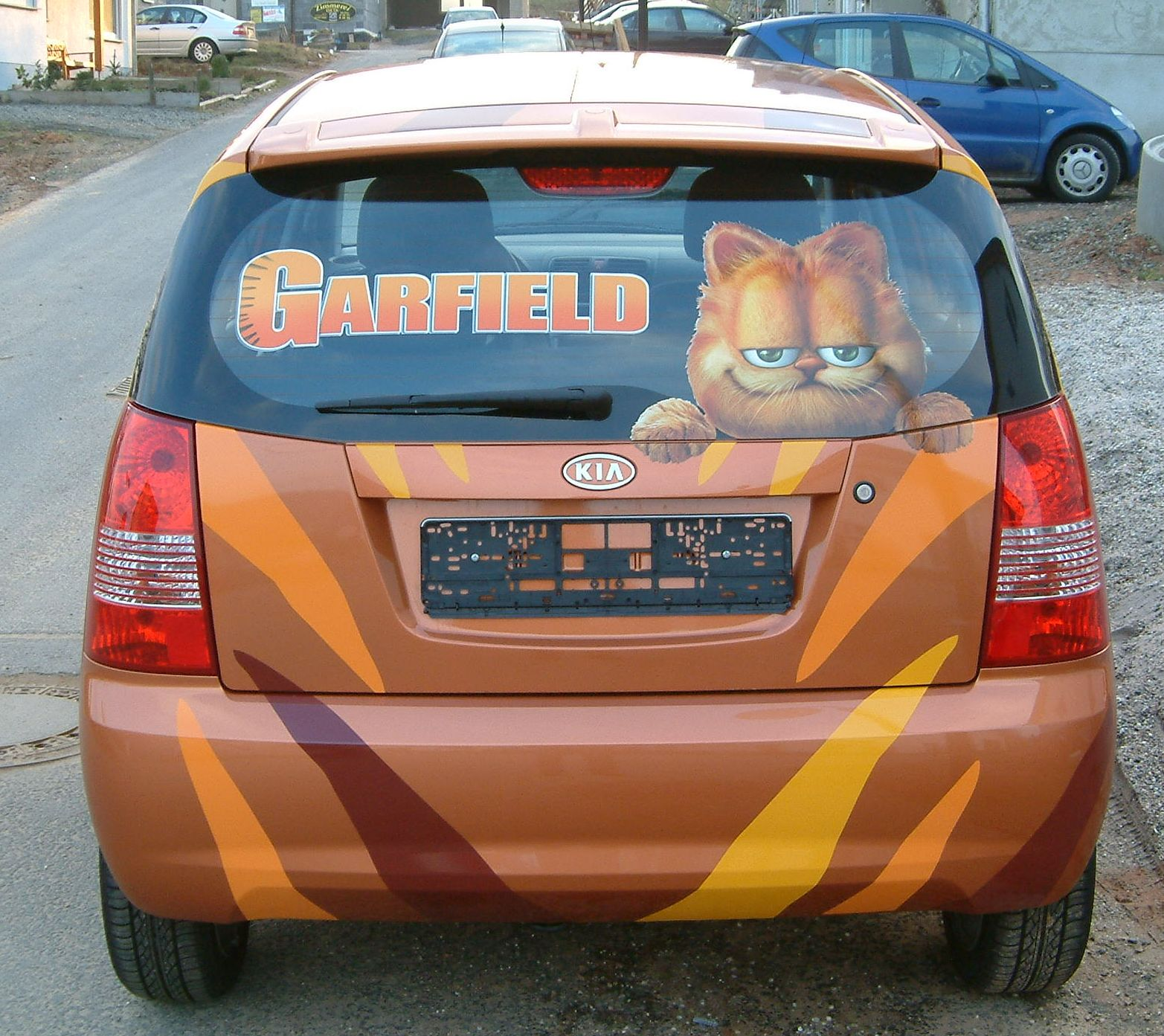
Kia Picanto Garfield
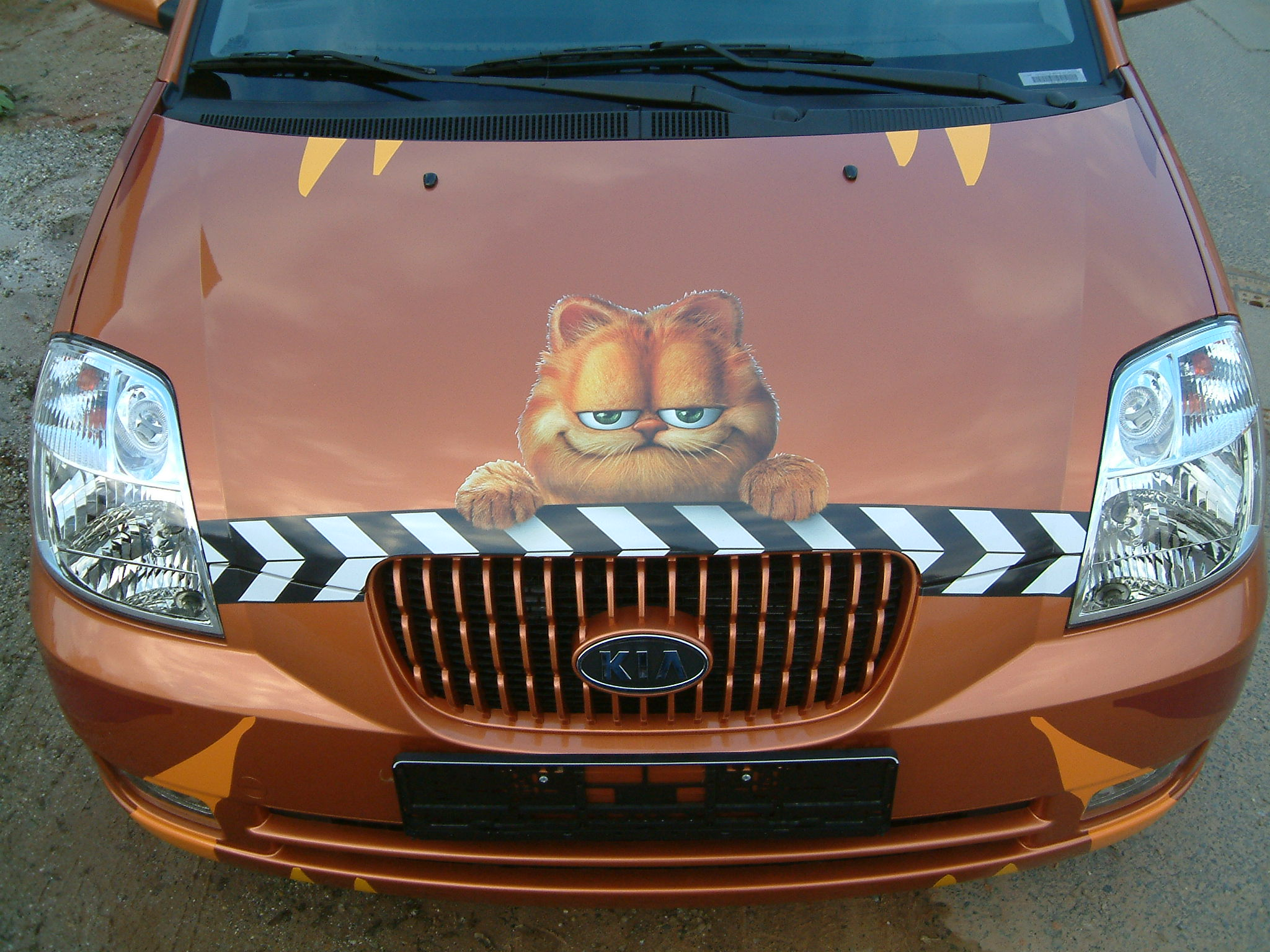
Kia Picanto Garfield